# Jules Gounon
Jules Gounon (ur. 31 grudnia 1994 roku w Aubenas) – francuski kierowca wyścigowy.

## Kariera

### Francuska Formuła 4
Gounon rozpoczął karierę w jednomiejscowych samochodach wyścigowych w 2013 roku od startów w Francuskiej Formule 4. W ciągu dwudziestu wyścigów, w których wystartował, sześć razy wygrywał, a dziewięciokrotnie stawał na podium. Uzbierane 236,5 punktów pozwoliło mu zdobyć tytuł wicemistrza serii.

### Formuła Renault 2.0
Na sezon 2014 Francuz podpisał kontrakt z belgijską ekipą KTR na starty w Północnoeuropejskim Pucharze Formuły Renault 2.0 oraz Europejskim Pucharze Formuły Renault 2.0. W edycji północnoeuropejskiej z dorobkiem 54 punktów uplasował się na 23 pozycji w klasyfikacji generalnej. W europejskim pucharze nie zdobywał punktów. Został sklasyfikowany na 30 pozycji.

## Życie prywatne
Jest synem byłego kierowcy Formuły 1, Jeana-Marka Gounona.

## Statystyki
| Sezon | Seria                                         | Zespół | Wyścigi | Zwycięstwa | PP | NO | Podium | Punkty | Pozycja |
| ----- | --------------------------------------------- | ------ | ------- | ---------- | -- | -- | ------ | ------ | ------- |
| 2013  | Francuska Formuła 4                           |        | 20      | 6          | 0  | 1  | 9      | 236,5  | 2       |
| 2014  | Europejski Puchar Formuły Renault 2.0         | KTR    | 4       | 0          | 0  | 0  | 0      | 0      | 30      |
| 2014  | Europejski Puchar Formuły Renault 2.0         | AVF    | 4       | 0          | 0  | 0  | 0      | 0      | 30      |
| 2014  | Północnoeuropejski Puchar Formuły Renault 2.0 | KTR    | 10      | 0          | 0  | 0  | 0      | 54     | 23      |